# Roger K. Crouch
Roger Keith Crouch (* 12. September 1940 in Jamestown, Tennessee) ist ein ehemaliger US-amerikanischer Astronaut. 
Er erhielt 1962 einen Bachelor in Physik vom Tennessee Polytechnic Institute und 1968 einen Master in Physik vom Virginia Polytechnic Institute. 1971 wurde er in Physik am Virginia Polytechnic Institute promoviert.

## Astronautentätigkeit
Crouch war von 1962 bis 1985 Gruppenleiter und Forscher am Langley Research Center der NASA. Dort forschte er im Auftrag des Massachusetts Institute of Technology (MIT). Von 1985 bis 1996 war er leitender Wissenschaftler in der Microgravity Space and Applications Division, wo er fünf verschiedene Spacelab-Missionen mitentwickelte und die internationale Zusammenarbeit mit anderen Weltraumorganisationen koordinierte. Ab 1998 war er Wissenschaftler im Office of Life and Microgravity Sciences und ab 2000 im Programm für die Internationale Raumstation.

### STS-42
Crouch war der Ersatzmann für Ulf Merbold bei der Mission STS-42. Diese Spacelab-Mission der Raumfähre Discovery fand im Januar 1992 statt.

### STS-83
Am 4. April 1997 startete Crouch als Nutzlastspezialist mit der Raumfähre Columbia ins All. Nutzlast war das Microgravity Science Laboratory (MSL-1). Aufgrund eines Problems mit einer Brennstoffzelle des Shuttles musste die Mission abgekürzt werden und die Landung erfolgte bereits nach knapp vier Tagen. Die NASA entschied, die Mission drei Monate später mit der gleichen Besatzung zu wiederholen.

### STS-94
Am 1. Juli 1997 startete die Columbia dann erneut zu der beim ersten Versuch vorzeitig abgebrochenen MSL-1-Mission. Diesmal konnten die Experimente im Microgravity Science Laboratory erfolgreich durchgeführt werden. Dazu zählten vor allem Experimente zur Erforschung der physikalischen Eigenschaften unterkühlter Flüssigkeitsgemische und der Verbrennungsprozesse an festen und flüssigen Materialien sowie zur Herstellung reiner Proteinkristalle.

## Nach der NASA
2005 schied Crouch endgültig aus der NASA und dem MIT aus und ist seitdem als Unternehmensberater tätig und hält Vorträge.

## Privates
Roger Crouch ist verheiratet und hat drei Kinder.